# Orceana Calcio
Orceana Calcio là một đội bóng đá Ý  đến từ Orzinuovi. Đội được thành lập vào năm 1919. Đội tham gia Serie C2 từ năm 1978 đến năm 1980.
Huấn luyện viên nổi tiếng nhất của đội là Luigi Maifredi, sau đó đã dẫn dắt Juventus FC và các đội bóng quan trọng khác.